# Naxalitenaufstand

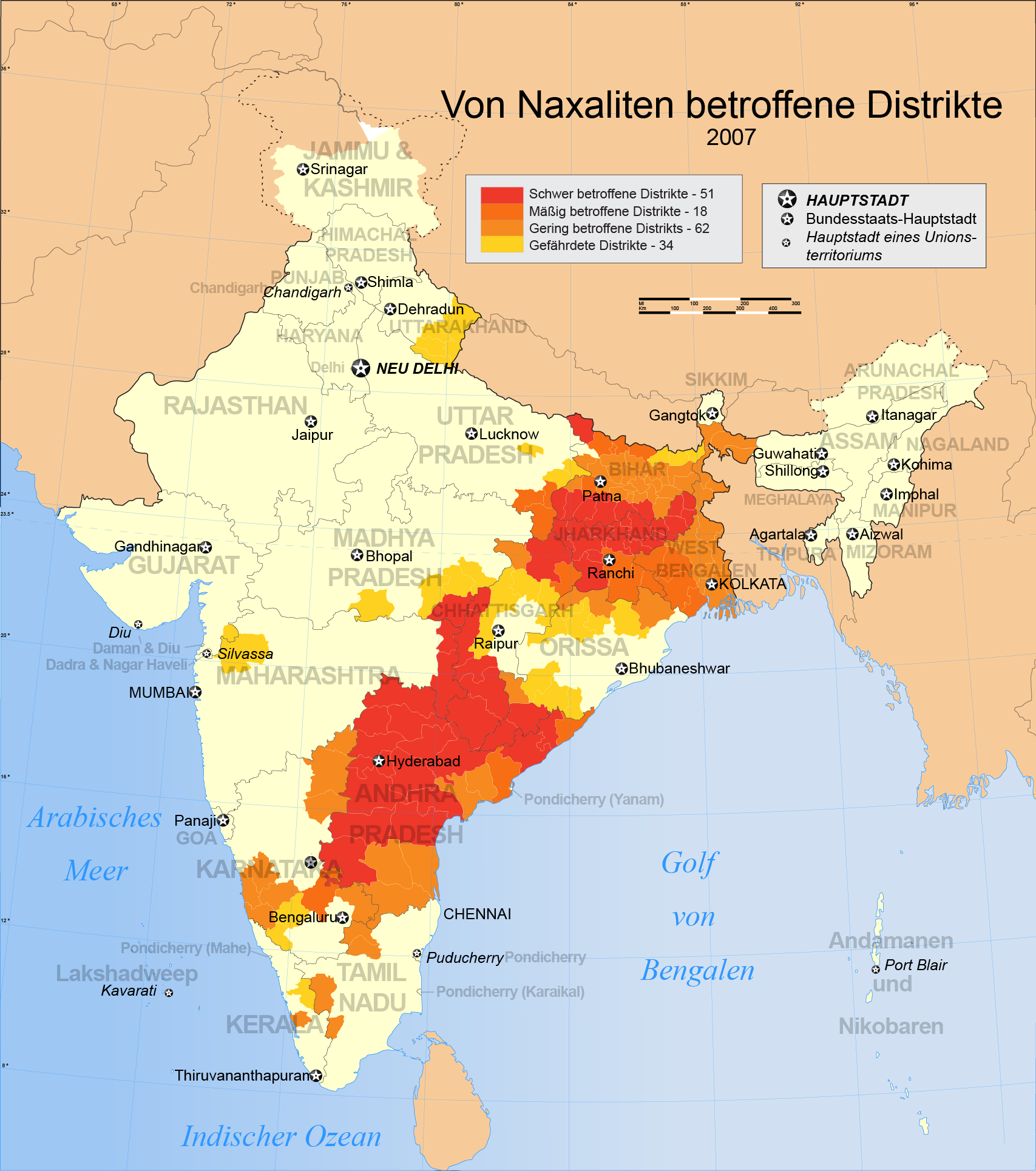
Von Naxaliten betroffene Distrikte (2007)

Der Naxalitenaufstand ist ein seit den späten 1960er Jahren stattfindender Kampf zwischen der indischen Regierung und maoistisch orientierten, als Naxaliten bekannten Gruppen und von ihnen unterstützten Volksgruppen.

## Naxaliten
Naxaliten ist ein Sammelbegriff für unterschiedliche kommunistische Bewegungen und Gruppierungen, die politisch, ideologisch und organisatorisch maoistisch ausgerichtet sind. Ihr erklärtes Ziel ist der Aufbau eines neudemokratischen Indiens, welches unter Führung der Arbeiterklasse unter anderem eine maßgebliche Umverteilung von Land, eine neue wirtschaftliche Entwicklungsstrategie, Kultur sowie den Übergang in den Sozialismus garantieren solle. Gemeinsamer Anhaltspunkt ist der im Mai 1967 gestartete Naxalbariaufstand, in welchem landlose Bauern, die primär den Dalits und Adivasis angehörten, unter Führung einer maoistischen Geheimgruppe den bewaffneten Kampf gegen feudale Großgrundbesitzer und den indischen Staat begannen. Zunächst hatte die Bewegung ihr Zentrum in Westbengalen. In neuerer Zeit hat sie sich durch die Aktivitäten von Untergrundgruppen, allen voran die Kommunistische Partei Indiens (Maoistisch), in den unterentwickelten Gebieten des ländlichen mittleren und östlichen Indiens wie in den Bundesstaaten Chhattisgarh, Jharkhand, Telangana und Andhra Pradesh verbreitet.
Im Jahr 2007 wurde geschätzt, dass Naxaliten quer durch „die Hälfte der 28 Staaten Indiens“, die etwa 40 % der Fläche ausmachen, ein als „Roter Korridor“ (Red corridor) bekanntes Gebiet, wo sie nach Schätzungen 92.000 km² kontrollierten, aktiv waren. 2009 waren Naxaliten in etwa 180 Distrikten in zehn Staaten Indiens aktiv. Im August 2010 wurde Karnataka von der Liste der naxalitisch betroffenen Staaten entfernt. Im Juli 2011 wurde nach Angaben der Regierung die Zahl von Gebiete mit naxalitischer Aktivität auf (einschließlich der vorgeschlagenen 20 Distrikte) 83 Distrikte in neun Staaten reduziert.
2006 nannte der Premierminister Manmohan Singh die Naxaliten „die für sich größte Herausforderung der Inneren Sicherheit, mit der unser Land jemals konfrontiert war“. Im Juni 2011 äußerte er zudem: „Entwicklung ist der Königsweg, Menschen auf seine Seite zu ziehen“ und fügte hinzu, dass die Regierung „die Entwicklungsarbeit in den 60 maoistisch betroffenen Distrikten stärke“. Der indischen Regierung wurde jedoch wiederholt vorgeworfen, in ihrem Kampf gegen die naxalitische Rebellion schwere Menschenrechtsverletzungen zu begehen, insbesondere in sogenannten „Fake Encounters“.
Die Naxaliten werden primär von den ärmsten ländlichen Bevölkerungen, insbesondere von Volksgruppen der Adivasi, unterstützt. Dies liegt auch an den weitflächigen Entwicklungsmaßnahmen naxalitischer Gruppen, wie in den Bereichen Bildung und Gesundheit.
Im Jahr 2011 beschuldigte die indische Polizei die chinesische Regierung, Führungspersönlichkeiten der Bewegung Unterschlupf, und die pakistanische ISI, finanzielle Unterstützung zu gewähren.
Die Naxaliten haben zumeist mächtige Stammesanführer, Großgrundbesitzer Polizei- und Regierungsbeschäftigte als Ziel, wobei sie ihrer Aussage nach den bewaffneten Kampf als Mittel zur revolutionären Machtübernahme nutzen. Die Naxaliten folgen dabei dem langwierigen Volkskrieg als Militärstrategie gegen die Regierung.

## Bewertung seitens der indischen Regierung
Der frühere Innenminister der Indischen Regierung Gopal Krishna Pillai sagte, dass er es anerkenne, dass es berechtigte Beschwerdegründe bezüglich des Zugangs der einheimischen Bevölkerung zu Waldland und zu produzieren und der Verteilung von Gewinnen aus Bergbau und Wasserkraftanlagen gibt, aber behauptet, dass das langfristige Ziel der Naxaliten sei, einen indischen marxistischen Staat zu etablieren. Der Innenminister äußerte, dass die Regierung beschlossen habe, die Naxaliten frontal anzugreifen und viele der verlorenen Gebiete wieder einzunehmen.
Im Februar 2009 verkündete die indische Zentralregierung eine neue landesweite Initiative für breite, koordinierte Aktionen, die das Ziel hatten, sich mit dem Naxalitenproblem in allen betroffenen Staaten (Karnataka, Chhattisgarh, Orissa, Andhra Pradesh, Maharashtra, Jharkhand, Bihar, Uttar Pradesh und Westbengalen) zu befassen und die „Integrated Action Plan“ (IAP) heißen sollte. Bedeutenderweise schloss dieser Plan Finanzierung Graswurzelwirtschaftsprojekte in von Naxaliten betroffenen Gebieten, wie auch erhöhte Finanzierung der Spezialpolizei für bessere Eindämmung und Reduzierung naxalitischen Einflusses in diesen Gebieten ein.
Im Jahr 2009 waren Naxaliten in ungefähr 180 Distrikten in zehn Staaten Indiens aktiv.
Im August 2010 wurde Karnataka nach dem ersten vollen Jahr der Erfüllung des nationalen IAP-Programms von der Liste der naxalitisch betroffenen Staaten entfernt. Im Juli 2011 wurde die Zahl der naxalitisch betroffenen Gebiete auf (Zahl schließt die vorgeschlagene Hinzufügung von 20 Distrikten ein) 83 Distrikte in neun Staaten reduziert. Im Dezember 2011 meldete die nationale Regierung, dass die Zahl von Todesfällen und Verletzungen mit naxalitischem Bezug im Land insgesamt um fast 50 % im Vergleich zu 2010 zurückgegangen sei.

## Betroffene Region
Die Naxaliten sind in 60 Distrikten in Indien aktiv, hauptsächlich in den Staaten Orissa (15 betroffene Distrikte), Jharkhand (14 Distrikte), Bihar (7 Distrikte), Andhra Pradesh, Chhattisgarh (10 Distrikte), Madhya Pradesh (8 Distrikte), Maharashtra (2 Distrikte) und Westbengalen (1 Distrikt). In Westbengalen sind Gebiete westlich von Howrah vom Aufstand betroffen. Chhattisgarh ist das Epizentrum des Konflikts (2007).
Von der kommunistischen Partei Indiens (Marxisten) regierte Gebiete in Indien wie Westbengalen, insbesondere Jangalmahal und Lalgarh, gehören zu den am stärksten von Gewalt gegen den Staat betroffenen. Hier sind Maoisten aktiv, die wegen der nicht ausgewiesenen Ansammlung von Vermögen durch CPI-M-Führungspersönlichkeiten gewählt worden waren; auch der Kampf gegen die Kastendiskriminierung und Armut gehört zu ihren politisch-sozialen Themen.
Es gibt eine Korrelation zwischen Gebieten mit extensiven Kohlevorkommen und dem Ausmaß des Aufstands. Naxaliten führen detaillierte sozioökonomische Untersuchungen durch, bevor sie Operationen in einem Zielgebiet durchführen.
Es wird behauptet, dass die Aufständischen 14 Milliarden Indische Rupien (mehr als 300 Millionen US$) pro Jahr erpressen.
In Chhattisgarh wurde die Miliz Salwa Judum, von der die BBC behauptet, sie werde von der Regierung des Bundesstaats unterstützt – eine vom Bundesstaat allerdings zurückgewiesene Behauptung – in Reaktion auf naxalitische Aktivitäten gebildet und ist durch pro-maoistische Aktivistengruppen wegen „Greueltaten und Missbrauch von Frauen“, die Verwendung von Kindersoldaten sowie Plünderung und Zerstörung von Eigentum unter Beschuss geraten. Diese Behauptungen wurden von einem durch das Oberste Gericht Indiens ernannten Untersuchungsausschuss der Nationalen Menschenrechtskommission Indiens (Human Rights Commission of India; NHRC), der besagte, dass Salwa Judum eine spontane Reaktion von Stammesangehörigen gegen maoistische Gräueltaten, die gegen sie begangen worden waren, war, zurückgewiesen. Jedoch erklärte das Oberste Gericht im Juli 2011 die Salwa Judum für verfassungswidrig.
In Bihar ist die Ranvir Sena – eine paramilitärische Gruppe von Landbesitzern aus den oberen Kasten, welche von der indischen Regierung als terroristische Vereinigung verboten wurde – dafür bekannt, Dalit-Zivilisten als Rache für naxalitische Aktivitäten zu töten. Ähnliche paramilitärische Gruppen sind während des letzten Jahrzehnts in Andhra Pradesh entstanden. Einige dieser Gruppen sind Fear Vikas, Green Tigers, Nalladandu, Red Tigers, Tirumala Tigers, Palnadu Tigers, Kakatiya Cobras, Narsa Cobras, Nallamalla Nallatrachu (Cobras) und Kranthi Sena. In den Jahren 1998 und 2000 wurden von der Nayeem-Gang Bürgerrechtsaktivisten ermordet. Am 24. August 2005 töteten Mitglieder der Narsi Cobras im Distrikt Mahbubnagar einen Individualrechtsaktivisten und Schullehrer.

## Geschichte
2002
Die People’s War Group (PWG) intensivierte 2002 in Reaktion auf ein im Juli von der Regierung von Andhra Pradesh gegen die Gruppe verhängtes Verbot ihre Angriffe gegen Politiker, Polizeibeamte, sowie Land- und Geschäftseigentümer. Die Regierung reagierte, indem sie die Sicherheitsvorkehrungen verschärfte und befahl angeblich Angriffe auf als PWG-Mitglieder verdächtigte durch die Polizei des Bundesstaats und die „Green Tigers“. Polizeikräften wurde Straflosigkeit für die Tötung von PWG-Rebellen bei Zusammenstößen mit der Polizei gewährt. Die Rebellen des Maoist Communist Center intensivierten ihren bewaffneten Feldzug gegen indische Sicherheitskräfte nach der Tötung ihres Anführers durch die Polizei im Dezember.
2003
Der Konflikt in Andhra Pradesh intensivierte sich, da naxalitische Rebellengruppen, insbesondere die PWG, Guerrillaangriffe auf Polizei- und Regierungsziele fortsetzten, während Sicherheitskräfte ihre Bemühungen zur Bekämpfung der Aufstände stufenweise erhöhten. Ein Attentatsversuch gegen den Chief Minister N. Chandrababu Naidu war in Einklang mit der Praxis der PWG, Beamte als Zielscheiben zu verwenden, um Aufmerksamkeit auf ihre Sache zu richten.
2004
Der sporadische Kampf niedriger Intensität zwischen der PWG und Regierungskräften setzte sich für den überwiegenden Teil des Jahres fort. Angriffe auf Polizei und TDP-Parteiamtsträger, von denen man glaubt, dass sie von der PWG ausgeführt worden seien, machten die meisten größeren Vorfälle. Eine dreimonatige Waffenruhe, die Ende Juni verkündet worden war, führte zu gescheiterten Verhandlungen zwischen der Regierung und der PWG. Ein paar Tage nach Beginn der Waffenruhe setzte eine der PWG zugerechnete Attacke die Waffenruhe aufs Spiel.
2005
Gewaltsame Zusammenstöße zwischen maoistischen Rebellen sowie Sicherheitskräften und paramilitärischen Gruppen nahmen nach dem Abbruch der Friedensgespräche zwischen der PWG und der Regierung des Bundesstaates Andhra Pradesh zu. Die Rebellen setzten vielfältige Guerillataktiken gegen Regierungsinstitutionen, Beamte, Sicherheitskräfte und paramilitärische Gruppen ein. Zum ersten Mal in neuerer Zeit landeten maoistische Rebellen zwei Angriffe großen Ausmaßes gegen offizielle städtische Ziele. Aus 12 Staaten, des südlichen, zentralen und nördlichen Indiens mit Ausnahme Indiens Nordostens und Nordwestens, wurden Kämpfe berichtet.
2006
Maoistische Angriffe gingen weiter, in erster Linie auf Staats- und Polizeiziele. Zivilisten waren auch Ziele bei Landminenattacken auf Eisenbahnwagen und LKW-Konvois. Zusammenstöße zwischen der Polizei des Bundesstaats und Rebellen führten auch zum Tod von Angehörigen beider Seiten und von Zivilisten, die ins Kreuzfeuer gerieten. Der Kampf unterscheidet sich von Bundesstaat zu Bundesstaat, je nach Reaktionen der Sicherheits- und Polizeikräfte. Im Bundesstaat Andhra Pradesh waren Sicherheitskräfte etwas erfolgreicher bei der Aufrechterhaltung der Kontrolle und der Bekämpfung maoistischer Rebellen. Chhattisgarh, der andere Bundesstaat, der am stärksten betroffen ist, hat einen Anstieg der Gewalt zwischen maoistischen Rebellen und Dorfbewohnern, die von der Regierung unterstützt werden, erlebt.
2007
Die meisten Feindseligkeiten fanden in Chhattisgarh statt, als über 400 Naxaliten eine Polizeiwache in Chhattisgarh angriffen, wobei sie Dutzende Menschen töteten. Zivilisten sind mit dem Druck von beiden Seiten konfrontiert. Im November 2007 wurden Berichte bekannt, dass Anti-SWZ (Sonderwirtschaftszone)-Bewegungen wie das Bhoomi Uchched Pratirodh Committee in Nandigram in Westbengalen sich seit Februar mit den Naxaliten zusammengetan hatten, um die Polizei herauszuhalten. Die Polizei fand bei Nandigram Maoisten gehörende Waffen.
2008
Von den 16 von diesem Konflikt berührten Bundesstaaten, waren Chhattisgarh und Jharkhand am stärksten betroffen. Ein positives Zeichen für Chhattisgarh war, dass die Todesfälle, obwohl immer noch hoch, deutlich niedriger waren als 2007. Ähnlicherweise hat sich in Andhra Pradesh die Sicherheit mit einem entsprechenden Rückgang von Todesopfern verbessert. Anscheinend haben, da sich die Bedingungen in Chhattisgarh und Andhra Pradesh verbessert haben, die maoistischen Kräfte ihre Aktivitäten in den Bundesstaat Orissa verlagert, wo sich die Bedingungen verschlechtert haben.
2009
Im September 2009 gestand der indische Premierminister Manmohan Singh ein, dass Maoisten eine wachsende Anziehungskraft bei einem großen Teil der indischen Gesellschaft, einschließlich Stammesgemeinschaften, den ländlichen Armen wie auch Teile der Intelligentsia und der Jugend hatten. Er fügte hinzu, dass „mit dem Linksextremismus fertig zu werden eine nuancierte Strategie – eine ganzheitliche Herangehensweise benötigt. Es kann nicht nur als Problem von Recht und Ordnung behandelt werden“. In der ersten Hälfte 2009 wurde von 56 maoistischen Angriffen berichtet.
2010
Im Februar tötete der Lagerangriff in Silda 24 Paramilitärpersonen der Eastern Frontier Rifles in einer Operation, die die Guerillas als Beginn der „Operation Peace Hunt“, der maoistischen Reaktion auf die „Operation Green Hunt“ der Regierung, die kurz davor gegen sie gestartet worden war, bezeichneten.
Am 6. April töteten Naxalitische Rebellen 76 Menschen beim Angriff in Dantewada, darunter 74 Paramilitärpersonen der CPRF und zwei Polizisten. Fünfzig weitere wurden in einer Angriffsserie auf Sicherheitskonvois in Distrikt Dantewada im mittelindischen Staat Chhattisgarh verwundet. Der Angriff führte zum bisher größten Verlust von Leben der Sicherheitskräfte, seitdem sie eine Offensive großen Ausmaßes gegen die Rebellen gestartet hatten.
Am 17. Mai zerstörte eine naxalitische Landmine im Distrikt Dantewada einen Bus und tötete bis zu 44 Menschen, darunter Beamte der Sonderpolizei (SPOs) und Zivilisten. Am 28. Mai tötete die Entgleisung eines Kolkata–Mumbai-Nachtzuges 150 Personen. Maoisten waren für die Sabotage, die das Desaster verursacht hatte, verantwortlich. Am 29. Juni wurden mindestens 26 Polizisten in einer maoistischen Attacke im zentralindischen Staat Chhattisgarh getötet.
Am 29. August wurde ein gemeinsames Team der BSF und der Distriktpolizei von Rebellen im Dorf Bhuski (Chhattisgarh) unter der Polizeistation Durg Kondal im Distrikt angegriffen, als sie in den frühen Morgenstunden gewöhnliche Untersuchungsarbeiten durchführten. Nach dem Angriff rächten sich die Sicherheitskräfte, im Gefecht verloren sie fünf Personen, darunter drei BSF-Infanteristen.
Am 29. und 30. August, überfielen Rebellen aus dem Hinterhalt ein gemeinsames Team aus Paramilitär und Polizei in Bihar, wobei 10 getötet und 10 weitere verwundet wurden. Vier wurden gefangenen genommen und mehr als 35 automatische Schusswaffen von den Streitkräften des Bundesstaats geraubt. Die Naxaliten befreiten später 3 der Polizisten, nachdem sich der naxalitische Führer Kishenji mit besorgten Familienmitgliedern getroffen hatte.
Am 12. September töteten Naxaliten 3 Polizisten und nahmen 4 weitere Personen als Geiseln in einem Hinterhalt in Chhattisgarh. Die 4 Polizisten wurden später bedingungslos freigelassen, nachdem naxalitische Führer auf die dringenden Bitten von Familienmitgliedern gehört hatten. Die befreiten Polizisten versprachen den Naxaliten, nie wieder gegen den Aufstand zu den Waffen zu greifen. Am 5. Oktober töteten Rebellen 4 Polizeibeamte, als sie auf dem Weg zu einem Markt in Maharashtra waren. Am 7. Oktober versuchten Naxaliten eine Entgleisung des Triveni-Express, eines Zugs der Strecke Singrauli-Bareilly, indem sie 4 Laschen und 42 Spannklemmen entfernten. Am 8. Oktober ließen Naxaliten im Grenzgebiet zwischen Chhattisgarh und Maharashtra eine Landmine explodieren. Der Angriff tötete 3 Indo-Tibetische Grenzpolizisten, verwundete 2 weitere und zerstörte einen militärischen Geländewagen.
2011
Im Mai töteten und zerstückelten Naxaliten zehn Polizisten, darunter einen höheren Beamten in der Gegend von Gariyaband, Chhattisgarh an der Grenze nach Orissa. Im Juni war die Zahl der Todesfälle der Polizei und des Paramilitärs 43. Am 21. Juli 2011 jagten maoistische Rebellen im zentralindischen Staat Chhattisgarh eine Brücke in die Luft, wobei vier Menschen getötet und fünf weitere verwundet wurden. Der Angriff ereignete sich, als der Kongressparteichef des Bundesstaates, Nandkumar Patel, von einer Parteiveranstaltung zurückkehrte.
Trotz der fortgesetzten Gewalt 2011, konnte die neueste Kampagne der Zentralregierung, die militante naxalitische Präsenz verringern, es gab getötete 447 Zivilisten und 142 getötete Sicherheitspersonen was fast 50 % weniger als 2010 ist. Manche Staaten, die diesen Rückgang naxalitischer Feindseligkeiten erleben, wie Madhya Pradesh, führen ihren Erfolg auf ihre Verwendung der IAP-Mittel für ländliche Entwicklung zurück.
2012
Mitte März entführten maoistische Rebellen zwei Italiener in Orissa.
Am 27. März tötete eine Explosion, für die Maoisten verantwortlich gemacht wurden, 15 indische Polizisten in Maharashtra.
2013
Bei einem Hinterhalt von ca. 250 maoistischen Naxaliten gegen einen Konvoi des INC in Sukma wurden 28 Personen getötet und 37 weitere verletzt.

## Todesopfer
Die ersten Toten im Kampf des Aufstandes gab es im Jahr 1980; 2009 starben bereits 1100 Menschen. Die Zahl schließt ca. 600 Zivilisten, 300 Sicherheitspersonen und 200 Rebellen ein. Es gab 2006 mehr als 40.000 Verschleppte. Nach dem Institute of Peace and Conflict Studies haben naxalitische Gruppen in unterschiedlichem Umfang Kinder rekrutiert und sie Verletzung und Tod ausgesetzt. Jedoch wurde dieselbe Anschuldigung gegen die vom Staat finanzierte antimaoistische Gruppe Salwa Judum und Beamte der Sonderpolizei, die den Sicherheitskräften assistieren, gerichtet.

### Tote durch Gewalt
| Zeitraum  | Zivilisten | Sicherheitskräfte | Aufständische | Summe              |
| --------- | ---------- | ----------------- | ------------- | ------------------ |
| 1996      | N/A        | N/A               | N/A           | 156                |
| 1997      | 202        | 44                | 102           | 348                |
| 1998      | 118        | 42                | 110           | 270                |
| 1999      | 115        | 36                | 212           | 363                |
| 2000      | N/A        | N/A               | N/A           | 50                 |
| 2001      | N/A        | N/A               | N/A           | 564                |
|           |            |                   |               |                    |
| Zeitraum  | Zivilisten | Sicherheitskräfte | Aufständische | Summe pro Zeitraum |
| 1989–2001 | 1610       | 432               | 1007          | 3049               |
| 2002      | 382        | 100               | 141           | 623                |
| 2003      | 410        | 105               | 216           | 731                |
| 2004      | 466        | 100               | 87            | 653                |
| 2005      | 524        | 153               | 225           | 902                |
| 2006      | 521        | 157               | 274           | 952                |
| 2007      | 460        | 236               | 141           | 837                |
| 2008      | 399        | 221               | 214           | 834                |
| 2009      | 586        | 317               | 217           | 1,120              |
| 2010      | 713        | 285               | 171           | 1,169              |
| 2011      | 275        | 128               | 199           | 602                |
| 2012      | 27         | 35                | 20            | 82                 |
| TOTAL     | 6,370      | 2,262             | 2,910         | 11,542             |

Laut der BBC starben während des 20-jährigen Kampfes der Rebellen zwischen 1990 und 2010 mehr als 6000 Menschen. Auf Grundlage der oben angegebenen Statistik kann berechnet werden, dass seit dem Beginn des Aufstandes 1980 mehr als 11.500 getötet wurden, von denen mehr als die Hälfte in den letzten zehn Jahren gestorben ist.